# Marcus Aemilius Lepidus (consul in 6)
Marcus Aemilius Lepidus is een kleinzoon van Lucius Aemilius Paulus, zoon van Cornelia Scipio, schoonbroer van Augustus' kleindochter Vipsania Julia Agrippina en vader van Aemilia Lepida.
In 6 is hij consul samen met Lucius Arruntius.
Hij wordt door Tacitus genoemd als een van de door Augustus in zijn laatste gesprekken aangeduide capaces imperii (cf. mogelijke opvolgers). Van deze capaces imperii is hij de enige die een natuurlijke dood is gestorven in 33.
Hij verdedigde Gnaius Calpurnicus Piso op diens proces van de vergiftiging van Germanicus.
Lepidus krijgt zelf een complimentje van Tiberius, wanneer hij een dichter, beschuldigd van een crimen maiestatis (cf. majesteitsschennis), wil laten verbannen in plaats van executeren. Hij krijgt echter enkel de steun van één oud-consul, terwijl de rest van de senaat voor executie stemde.
Hij is nadien nog gouverneur van Pannonia, Hispania Tarraconensis en Asia. Wanneer Tiberius hem in 21 het gouverneurschap over Africa aanbiedt, weigert hij het aanbod, omwille van zijn slechte gezondheid en kinderen.

## Beknopte bibliografie
- https://web.archive.org/web/20090416005759/http://www.ancientlibrary.com/smith-bio/1877.html
- Tacitus, Annales: I-VI, trad. comm. M.A. Wes, ‘s Hertogenbosch, 1999, p. 368.